# رينالدو فينتي
رينالدو فينتي (بالإنجليزية: Renaldo Fenty)‏ هو لاعب كرة قدم باربادوسي في مركز الدفاع، ولد في 13 ديسمبر 1977 في باربادوس. شارك مع منتخب باربادوس لكرة القدم. أما مع النوادي، فقد لعب مع Weymouth Wales FC ‏.

## وصلات خارجية
- رينالدو فينتي على موقع قاعدة بيانات كرة القدم.إي يو (الإنجليزية)
- رينالدو فينتي على موقع ناشيونال فوتبول تيمز (الإنجليزية)